# Мария Каролина Шарлота фон Ингенхайм
Мария Каролина Шарлота София фон Ингенхайм (на немски: Maria Karolina Charlotte Sophie von Ingenheim; * 2 август 1704, Ванфрид; † 27 май 1749,Мюнхен) е фрайин (баронеса) от Ингенхайм, фаворитка, метреса на по-късния курфюрст и император Карл VII Баварски.

## Живот
Дъщеря е на фрайхер Даниел фон Ингенхайм (* 28 март 1666, Мец; † 22 януари 1723,Ерфурт) и съпругата му ландграфиня Мария Анна Йохана Луиза фон Хесен-Рейнфелс-Ротенбург-Ванфрид (* 8 януари 1685, Ванфрид; † 11 юни 1764, Ерфурт), дъщеря на ландграф Карл фон Хесен-Ванфрид (1649 – 1711) и графиня Александрина Юлиана фон Лайнинген-Дагсбург-Фалкенбург-Хайдесхайм (1651 – 1703). Нейните чичовци по майчина линия са ландграф Христиан фон Хесен-Ванфрид-Рейнфелс, княз Доминик Марквард фон Льовенщайн-Вертхайм-Рошфор и княз Ференц II Ракоци.
Баща ѝ е хугенот от Мец, който бяга в Германия и става щалмайстер на ландграф Карл фон Хесен-Ванфрид. Издигнат е на фрайхер, става католик и се жени за неговата дъщеря (майка ѝ).
Мария Каролина Шарлота отива през 1719 г. като придворна дама в Мюнхен. Нейният брат Карл Вилхелм е още от 1717 г. паж в двора в Мюнхен. Там се запознава с младия наследствен принц на Бавария Карл VII Албрехт (1726 – 1745), който става курфюрст на Бавария и император на Свещената Римска империя (1742 – 1745). Тя става бързо негова фаворитка и през 1720 ражда дъщеря им Мария Йозефа Каролина. За техния син Франц Лудвиг курфюрстът и по-късен император купува на 13 януари 1735 г. палат Холнщайн в Мюнхен, днес архиепископски палат Мюнхен. Неговият син граф Максимилиан Йозеф (1760 – 1838), шатхалтер на Горен Пфалц, се жени през 1784 г. за Каролина фон Бретценхайм (1768 – 1786), незаконна дъщеря на курфюст Карл Теодор фон Пфалц и Бавария.
На 1 октомври 1723 г., със съгласието на Карл Албрехт, Мария Каролина Шарлота се омъжва за курфюрсткия камерхер и по-късен главен кухненски майстор и бъдещ фелдмаршал-лейтенант, италианския граф Хиронимус фон Шпрети (* 6 април 1695, Равена; † 25 април 1772, Мюнхен). След три дена се ражда нейния син Франц Лудвиг от Карл Албрехт. С граф Хиронимус фон Шпрети е омъжена 26 години и ражда 14 деца.
Мария Каролина Шарлота умира на 27 май 1749 г. на 44 години в Мюнхен. Тя и нейният съпруг Хиронимус фон Шпрети са погребани във францисканския манастир "Св. Антониус "в Мюнхен. Там днес се намира баварския национален театър.
След нейната ранна смърт Хиеронимус фон Шпрети се жени за вдовицата графиня Мария Анна фон Верита род. Бекария и 1759 г. за фрайин Антония фон Годер.

## Деца
От Карл VII Баварски има две деца:
- Мария Йозефа Каролина (1720 – 1818), графиня фон Хоенфелс де Бавария (comtesse de Hochenfels de Bavière), омъжена 1736 г. за военачалника и полубрат на нейния баща, граф Емануел-Франсоа-Йозеф Баварски (1695 – 1747).[9][10]
- Франц Лудвиг фон Холнщайн (* 4 октомври 1723; † 22 май 1780), издигнат на граф, основател на рода на Графовете фон Холнщайн от Бавария, женен 1757 г. в Бон за графиня Анна Мария фон Льовенфелд (+ 26 ноември 1783), незаконна дъщеря на кьолнския курфюрст-архиепископ Клеменс Август Баварски (1700 – 1761) и Мехтхилд Брион.

От Хиронимус фон Шпрети има 14 деца, от които порастват:
- Мария Йозефа (1731 – 1778), монахиня в Айхщет
- Зигизмунд (1732 – 1809)
- Йозеф (1734 – 1813), генерал-майор на курфюрстката охранителна гвардия, неговият син е генерал-майор Максимилиан (1766 – 1819)
- Бенония (* 1735), визитантка (залезанска) в Св. Анна, Мюнхен и манастир Индерсдорф
- Ксавер фон Шпрети (* 1740)
- Мария Терезия (1746 – 1818), омъжена за генерал-майор Андреас Антон фон Каприс (1716 – 1776).